# X.com
Az X.com egy online bank volt, amelyet Elon Musk, Harris Fricker, Christopher Payne és Ed Ho alapított 1999 márciusában. 2000 márciusában az X.com egyesült a versenytárs Confinity Inc. szoftvercéggel, amely a Szilícium-völgyben székel. Muskot az egyszerű fizetési rendszere miatt vonzotta a Confinity. Az egyesült cég a nevét PayPal-ra változtatta. 2002-ben az eBay 1,5 milliárd amerikai dollárért megvásárolta a PayPal-t. 2015 júliusában a PayPal kivált és önálló céggé vált.

## Üzleti modell
Az X.com volt a világ egyik első online bankja, a betéteket az FDIC biztosította.  A vállalatot kezdetben Elon Musk és Greg Kouri finanszírozta, akik Musk későbbi vállalkozásait, Tesla és a SpaceX nevű startupokat is.

## Története
Az X.com kezdeti éveiben hatalmi harc alakult ki Musk és Fricker között, aminek az lett a vége, hogy Fricker puccsot kísérelt meg az X.com-on, hogy ő legyen a vállalat vezérigazgatója.
2000 márciusában az X.com egyesült legádázabb versenytársával, a Confinityvel, az új cég neve X.com lett. Musk volt a legnagyobb részvényese, és őt nevezték ki vezérigazgatónak. Az 1998-ban indult Confinity terméke, a PayPal lehetővé tette, hogy a Palm Pilottal rendelkező felhasználók pénzt küldjenek egymásnak az infravörös portokon keresztül. Később a PayPal továbbfejlesztette, hogy a felhasználók e-mailben és a világhálón is küldhessenek pénzt.
2000 októberében Muskot Peter Thiel, a Confinity társalapítója váltotta fel. 2001 júniusában az X.com-ot átkeresztelték PayPal-ra.
2002. október 3-án az eBay 1,5 milliárd dollárért megvásárolta a PayPal-t.
2015 júliusában a PayPal kivált, és független, tőzsdén jegyzett vállalattá vált.
2017. július 5-én Musk visszavásárolta az X.com domainnevet a PayPal-tól.  Később kifejtette, hogy azért vette meg a weboldalt, mert "nagy érzelmi értéke van".
2017. július 14-én újra elindult az X.com, amely egy üres, fehér oldalból áll, a bal felső sarokban egy "x" betűvel, és egy egyéni hibaoldalon egy "y" betűvel. Az oldal azért jelenik meg így, mert a forráskódjában az egyetlen "x" betűn kívül semmi sincs. Decemberben az X.com átirányította a látogatókat a The Boring Company weboldalára, amelynek Musk szintén tulajdonosa. Ezt azért tették, hogy egy kalapeladást reklámozzanak.
Az X.com már nem irányít át a The Boring Company-ra, miután visszatért a korábbi állapothoz, az üres oldalhoz egy "x"-szel a bal felső sarokban. Az aloldalak egy üres oldalra irányítanak át, ugyanabban a sarokban egy "y"-nal.
Az X.com domain most a twitter honlapjára irányít át.